# 유선충강
유선충강(Nectonematoida)은 몸길이가 20cm에 이르고, 몸의 측면을 따라 유영모가 있다. 복신경삭과 함께 등쪽 신경삭이 있다. 유생은 해양십각류에 기생한다. 바다유선충속뿐이다.

## 분류
유선충강 (Nectonematoida)
- 바다유선충속 (Nectonema)
  - N. agile
  - N. melanocephalum
  - N. munidae
  - N. svensksundi
  - N. zealandica

## 참고 문헌
- 《동물분류학》 - 한국동물분류학회(2008), 집현사